# Chen Jiongming

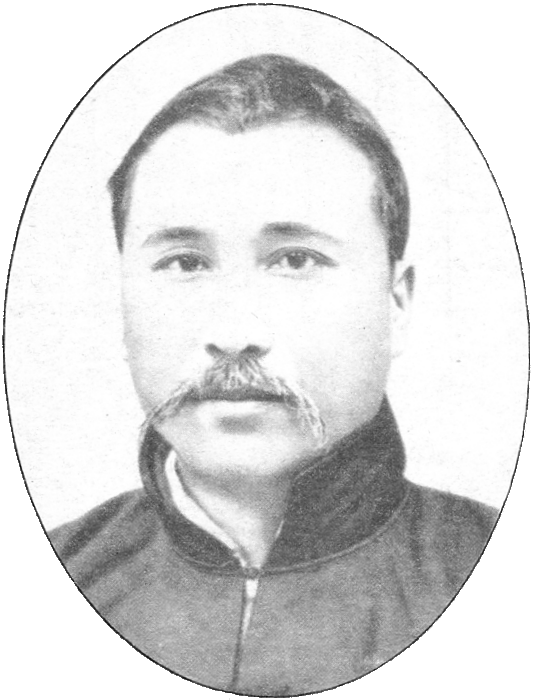
Chen Jiongming

Chen Jiongming (chinesisch 陳炯明 / 陈炯明, Pinyin Chén Jiǒngmíng, W.-G. Ch‘en2 Chiung3-ming2; * 13. Januar 1878 in Haifeng (Guangdong); † 22. September 1933 in Hongkong) war Gouverneur der chinesischen Provinz Guangdong von 1920 bis 1922, Militärgouverneur von Guangdong von 1911 bis 1912, im Jahre 1913 und von 1920 bis 1923 sowie Militärgouverneur von Guangxi von 1921 bis 1922, militärischer Unterstützer von Sun Yat-sen und Verfechter der Idee eines föderalen chinesischen Staates.
Chen erhielt sowohl eine klassisch-konfuzianistische als auch eine moderne Ausbildung. Er bestand die Beamtenprüfung auf dem Niveau eines Xiucai, im Jahre 1905 beendete er seine Studien am Lehrerbildungsinstitut von Haifeng und im Jahre 1908 das Institut für Recht und Politik von Guangdong, das für die Ausbildung von Verwaltern und Richtern von der Qing-Dynastie eingerichtet worden war. In Chens Jugendzeit befand sich China in einer tiefen Krise: Die von den Mandschu geführte Qing-Dynastie war schwach. China wurde in den Opiumkriegen von den Briten gedemütigt, es musste an ausländische Mächte Konzessionen abtreten und eine militärische Niederlage gegen seinen einstigen Tributzahler Japan hinnehmen. Die als Reaktion auf diese Ereignisse eingeleitete Hundert-Tage-Reform wurde vom Kaiserhaus erstickt. Der Boxeraufstand führte zu noch größeren Zugeständnissen an das Ausland. Eine Revolution, die Sun Yat-sen vorbereitet hatte, schlug fehl. Chen trat deshalb nicht in die Dienste des Kaiserhauses ein, sondern organisierte Bewegungen für soziale und politische Reformen, beispielsweise eine Kampagne, die zur Absetzung des verhassten Präfekten von Huizhou führte. Als die Qing-Dynastie Parlamente in den Provinzen zuließ, wurde Chen in die Provinzversammlung von Guangdong gewählt. Er setzte sich auch dort für soziale, wirtschaftliche und rechtliche Reformen ein und war an der Verabschiedung von Gesetzen über das Bildungssystem, den Eisenbahnbau, die Bekämpfung von Korruption und über lokale Selbstverwaltung involviert. Widerstände der Qing-Dynastie gegen die Modernisierungsbestrebungen bewegten ihn zum Beitritt zur Tongmenghui im November 1909. Im Jahre 1910 und 1911 war er an zwei Aufständen in Guangdong beteiligt.
Nach dem geglückten Wuchang-Aufstand im Oktober 1911 und dem Beginn der Xinhai-Revolution setzte Chen sich an die Spitze von Truppen, die Huizhou und ein großes Gebiet östlich von Guangdong einnahmen. Er wurde dafür zum stellvertretenden Militärgouverneur von Guangdong ernannt und gehörte mit Hu Hanmin, Liao Zhongkai und Zhu Zhixin zu jenen, die in Guangdong die Macht übernahmen und Reformen im gesellschaftlichen und wirtschaftlichen Bereich vorangetrieben.
Als Übergangspräsident Yuan Shikai versuchte, das Kaiserreich wieder zu errichten, gehörte Chen zu jenen, die gegen Yuan rebellierten. Diese so genannte Zweite Revolution wurde niedergeschlagen, Chen floh ins Ausland. Im März 1916 kehrte er zurück und machte sich für China als eine föderale Republik stark. Nach Yuans Tod im gleichen Jahr unterstützte er 1917 die Bewegung zur Wahrung der Verfassung von Sun Yat-sen. Im Dezember 1917 wurde er von Sun zum Oberbefehlshaber der Guangdong-Armee ernannt, die die einzigen Truppen waren, denen Sun vertrauen konnte; zu den ihm unterstellten Offizieren gehörte damals unter anderem Chiang Kai-shek. Chen setzte sich mit diesen Truppen in Zhangzhou fest, wo er wiederum begann, Reformen umzusetzen. Im Jahre 1920 kehrte er mit seinen Truppen nach Guangzhou zurück, um die von Sun Yat-sen ausgerufene revolutionäre Regierung zu stützen. Suns Plan war es, einen Nordfeldzug zu beginnen, die Kriegsherren militärisch zu besiegen und China zu vereinigen. Chen hingegen wollte ein autonomes Guangdong, seine Idee des Föderalismus umsetzen und Guangdong zu einem Vorbild für alle anderen Provinzen machen. China wollte er auf friedlichem Weg vereinigen. Es kam zum Bruch zwischen den beiden, im Zuge dessen Sun Chen als Gouverneur und Oberbefehlshaber der Guangdong-Armee absetzte. Es kam zum Angriff auf Suns Regierungsanwesen durch Chens Truppen am 16. Juni 1922, der Sun zur Flucht auf das Schiff Yong Feng und später nach Shanghai zwang. Chen konnte Guangdong ein Jahr lang regieren, wobei er wiederum versuchte, seine Vorstellungen umzusetzen: Er förderte die Idee von kostenloser Bildung und forderte gleichzeitig von den Reichen die Öffnung von Schulen. Er holte den Kommunisten Chen Duxiu als Bildungsdirektor für Guangdong. Opium und Glücksspiel wurden von seiner Regierung verboten. Im Dezember 1923 wurde er jedoch aus Guangzhou und 1925 – nach Chiang Kai-sheks erfolgreichem Ostfeldzug – aus Guangdong vertrieben.
Chen setzte sich danach nach Hongkong ab, von wo aus er weiterhin versuchte, seine Vorstellungen eines föderalen Chinas bekannt zu machen. Chen gründete die China Zhi Gong Party in San Francisco und wurde ihr Vorsitzender, die Partei blieb jedoch bedeutungslos.